# Kabinet van Mexico
Het Kabinet van Mexico, formeel het Wettelijk Kabinet (Spaans: Gabinete Legal) is deel van de uitvoerende macht van dat land.
De term 'kabinet' komt niet in de grondwet voor, maar daar wordt wel melding gemaakt van negentien ministeries (secretarías). In tegenstelling tot in landen met een parlementair systeem heeft het kabinet geen gezamenlijke wetgevende of uitvoerende rol. Ministers (secretarios) worden benoemd en ontslagen door de president van Mexico. Alleen voor de minister van justitie (procurador general) heeft de president toestemming van de Kamer van Senatoren nodig.
Het Kabinet-Sheinbaum is aangesteld voor de periode van 1 oktober 2024 tot en met 30 september 2030.